# キャラバン・ハウンド

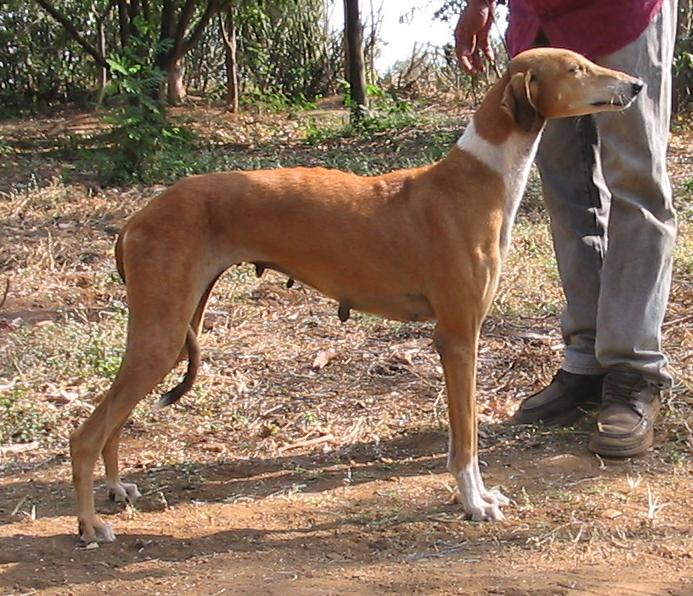
キャラバン・ハウンド

キャラバン・ハウンド（英：Caraban Hound）は、インド中部原産のサイトハウンド犬種のひとつである。

## 歴史
古くから存在する犬種で、サルーキが原産地に適応・進化した結果誕生したと考えられている。
主にノウサギ、オオトカゲ、ホエジカを狩るのに用いられる。視覚で獲物を発見し、見つけるとサイトハウンドの持ち味である脚力で追いかけ、自らの力によって仕留める。獲物の足のほうが速かった場合でもスタミナがあるため追い続けることが出来、狩りの成功率は高めである。
実猟犬として使われることが多いが、現在はショードッグとしても使われるようになった。しかし、原産地であるマハーシュトラ州とカルナータ州が接している地域でしか飼育されておらず、インド国内でも珍しい犬種のひとつとなっている。2010年現在、FCIにはまだ公認されていない。

## 特徴
サルーキの子孫のひとつではあるが、胴体の形はスルーギに近く、それ以外の点はサルーキの飾り毛をとったような姿をしている。優雅でありながらたくましさも併せ持つサイトハウンドで、マズル・クビ・脚・胴・尾が長い。引き締まった体つきで、凛とした顔つきをしている。耳は垂れ耳、尾は飾り毛のないサーベル形の垂れ尾。コートはスムースコートで暑さに強く、原産地の気候によく適応している。毛色はフォーンやレッド、キャメル（駱駝）、バフ（麦色）などの茶系の単色か、それをベースとしてホワイト若しくはブラックのマーキングが入ったもの。体高は雄60〜72cm、雌64〜68cmの大型犬で、性格は主人に忠実だが、それ以外の人に対しては慣れず高貴で傲慢、警戒心が強い。しつけは基本的に主人からしか受け付けないが、頭の回転が速くいざというときの対処に長けている。力強く走るのが速く、狩猟本能が高い。運動量も非常に多く、初心者には飼育の難しい犬種のひとつである。